# Pierwszy lot samolotu nad Krakowem
Pierwszy lot samolotu nad Krakowem – pierwszy udany przelot samolotu nad Krakowem odbył się 22 maja 1910 r. na torze wyścigowym na Błoniach.
Samolot samolotu typu Blériot XI pilotował pochodzący z Bawarii inżynier Otto Hieronymus. Lot był kilkukrotnie przekładany z powodu złych warunków pogodowych i problemów technicznych.

## Pilot
Pilot Otto Hieronymus był głównym konstruktorem zakładów samochodowych Laurin & Klement w Mladá Boleslav i kierowcą wyścigowym. Zajmował się również raczkującą wówczas awiacją. Wcześniejszy pokaz Hieronymusa miał miejsce we Lwowie i był pierwszym tego typu wydarzeniem na terenach Galicji.

## Historia

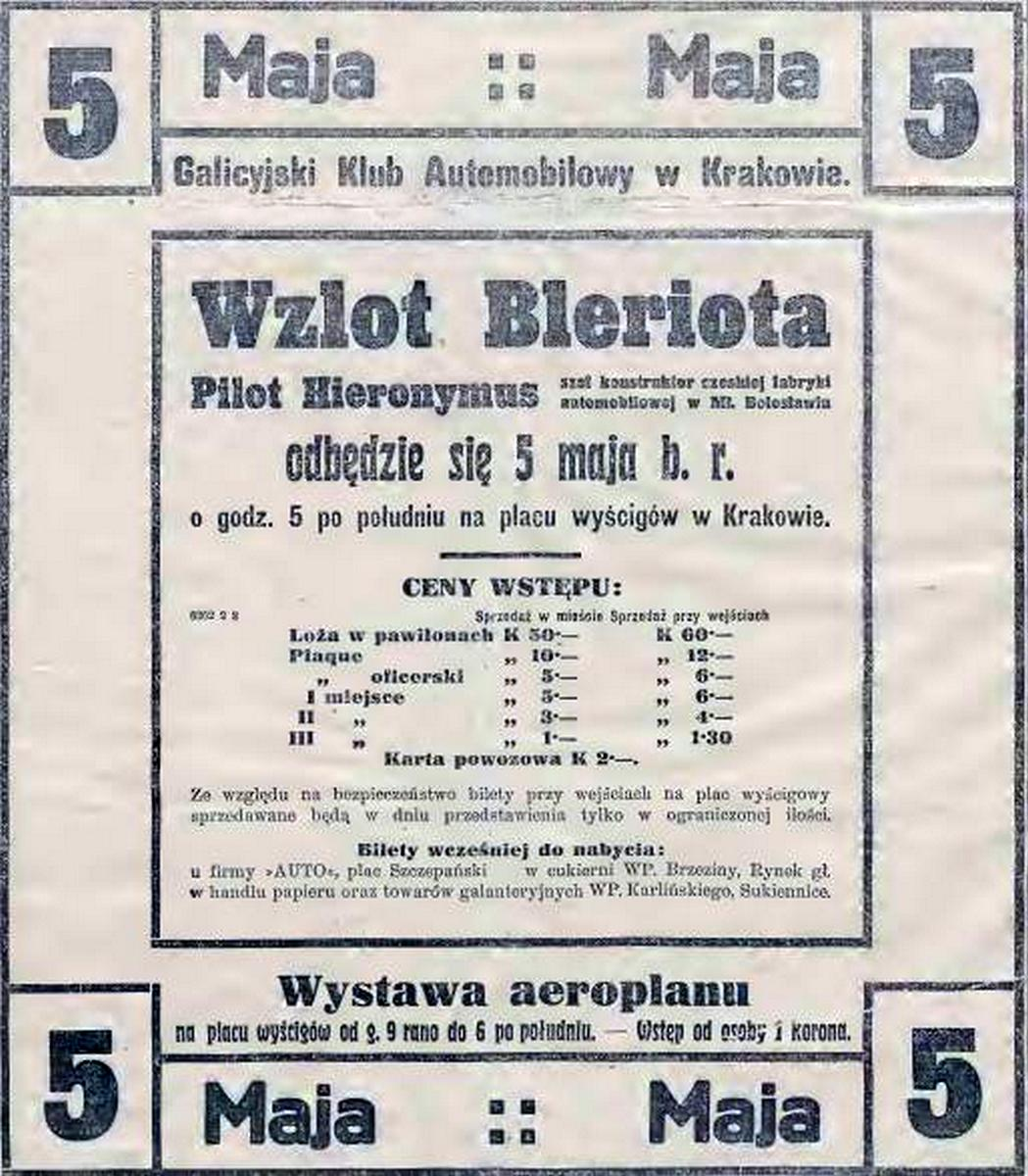
Prasowa reklama planowanego na 5 V 1910 r. przelotu samolotem, ze startem z płyty toru wyścigów konnych. „Nowa Reforma” 4 V 1910, nr 201, Małopolska Biblioteka Cyfrowa

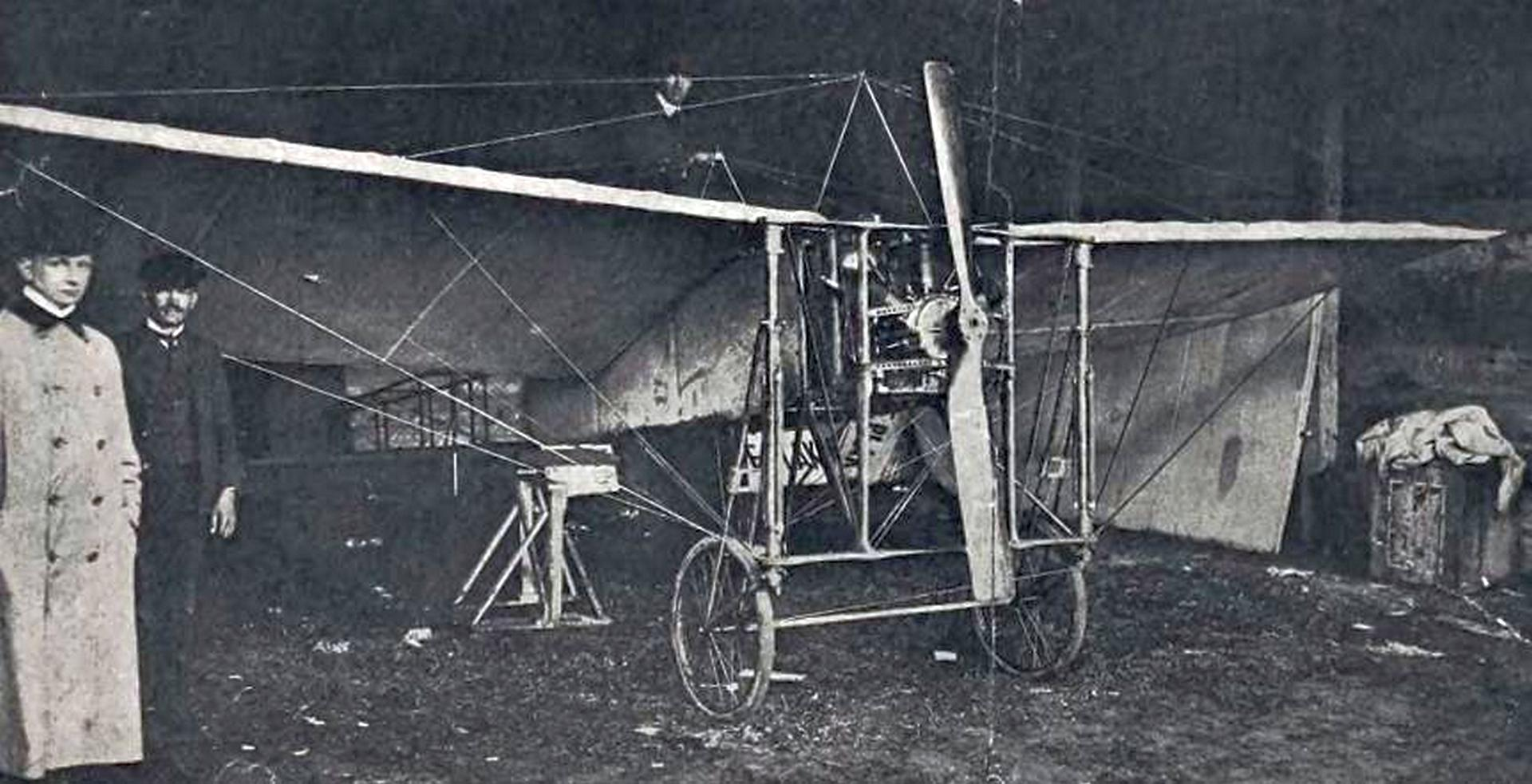
Samolot Bleriot w hangarze na torze wyścigowym przy Błoniach, "Nowości Illustrowane" 1910, nr 21

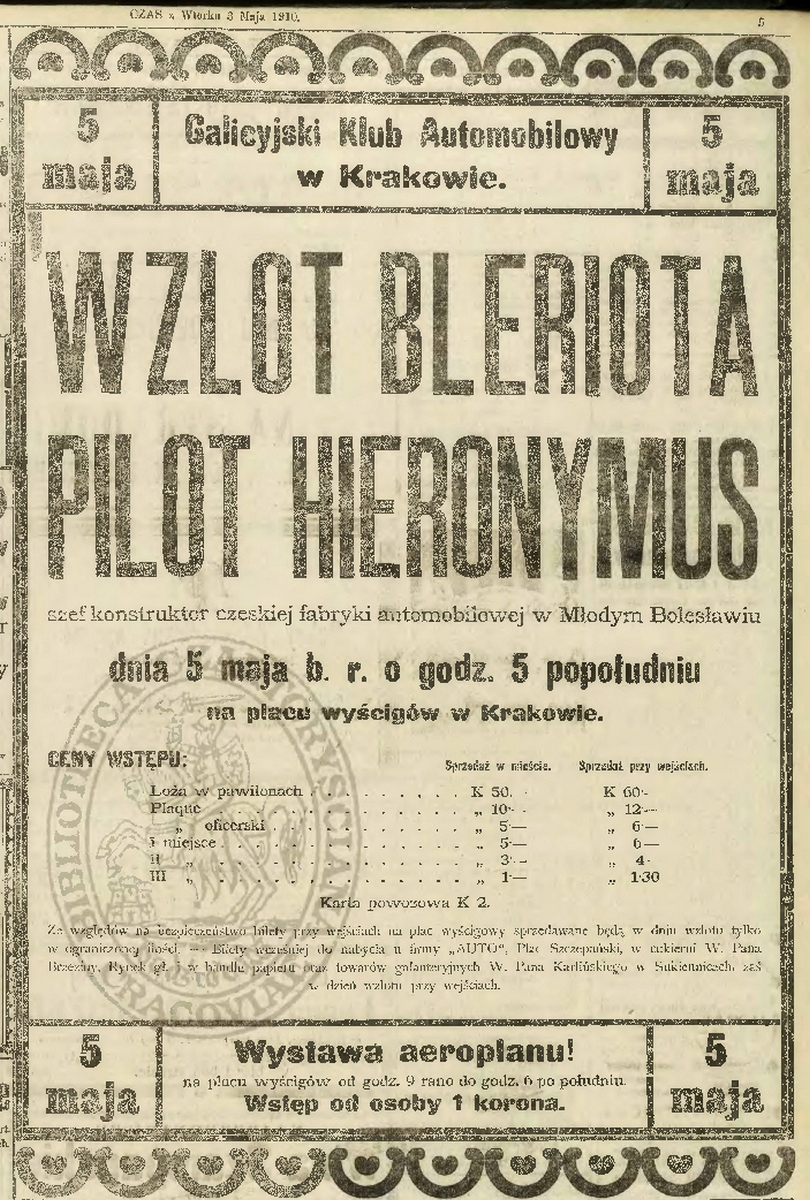
Prasowa reklama lotu, Czas. 1910, nr 199 (3 V), Małopolska Biblioteka Cyfrowa

W Krakowie lot planowany był na 5 maja 1910 r. i miał się odbyć na terenie toru wyścigowego na Błoniach, który, posiadając prosty tor, nadawał się na pas startowy, a możliwość zamknięcia obiektu i stojące trybuny pozwalały na biletowanie pokazu.
Pierwsza próba lotu – 5 maja 1910 r. – nie odbyła się ze względu na złe warunki atmosferyczne z deszczem i mocnym wiatrem. Wydarzenie przeniesiono na niedzielę, 8 maja 1910 r. W tym dniu nie udało się wykonać przelotu, gdyż dzień wcześniej, podczas próbnego lotu, maszyna spadła wraz z pilotem. Nie odniósł on wielkich obrażeń, ale uszkodzenia maszyny były na tyle poważne, że nie udało się jej naprawić na pokaz kolejnego dnia.
Nowym terminem lotu miała być sobota, 14 maja 1910 r. Tuż przed startem nad Błoniami rozpętała się burza z gradem. Pomimo tego nie odwołano pokazu. Czasopismo „Nowości Illustrowane” pisało o ośmiu próbach podjętych przez Hieronymusa. Udało mu się wówczas oderwać maszynę najwyżej na kilka metrów i przelecieć nią nie więcej niż 30 metrów w powietrzu. Pomimo wcześniejszych niepowodzeń, Hieronymus pozostał w Krakowie, licząc, że jeszcze uda mu się zaprezentować pokaz.
Ostatnia próba podjęta przez bawarskiego inżyniera, miała miejsce 22 maja 1910 r., w niedzielę. Po rozbiegu 40 metrów po ziemi aeroplan wzbił się na wysokość 80 metrów. Udany lot trwał około 3 minuty i wywarł na krakowianach duże wrażenie. Prasa krakowska zauważyła sukces Otto Hieronymusa, nie poświęcając mu jednak dużo miejsca. Tysiące gapiów obserwowało lot z Błoń, choć na samych trybunach toru wyścigowego zgromadziło się niewiele osób.

## Artykuł prasowy
"Wzlot aeroplanu Bleriota" – Czasopismo "Czas" 1910, nr 199 (3 V) s. 2-3, Małopolska Biblioteka Cyfrowa

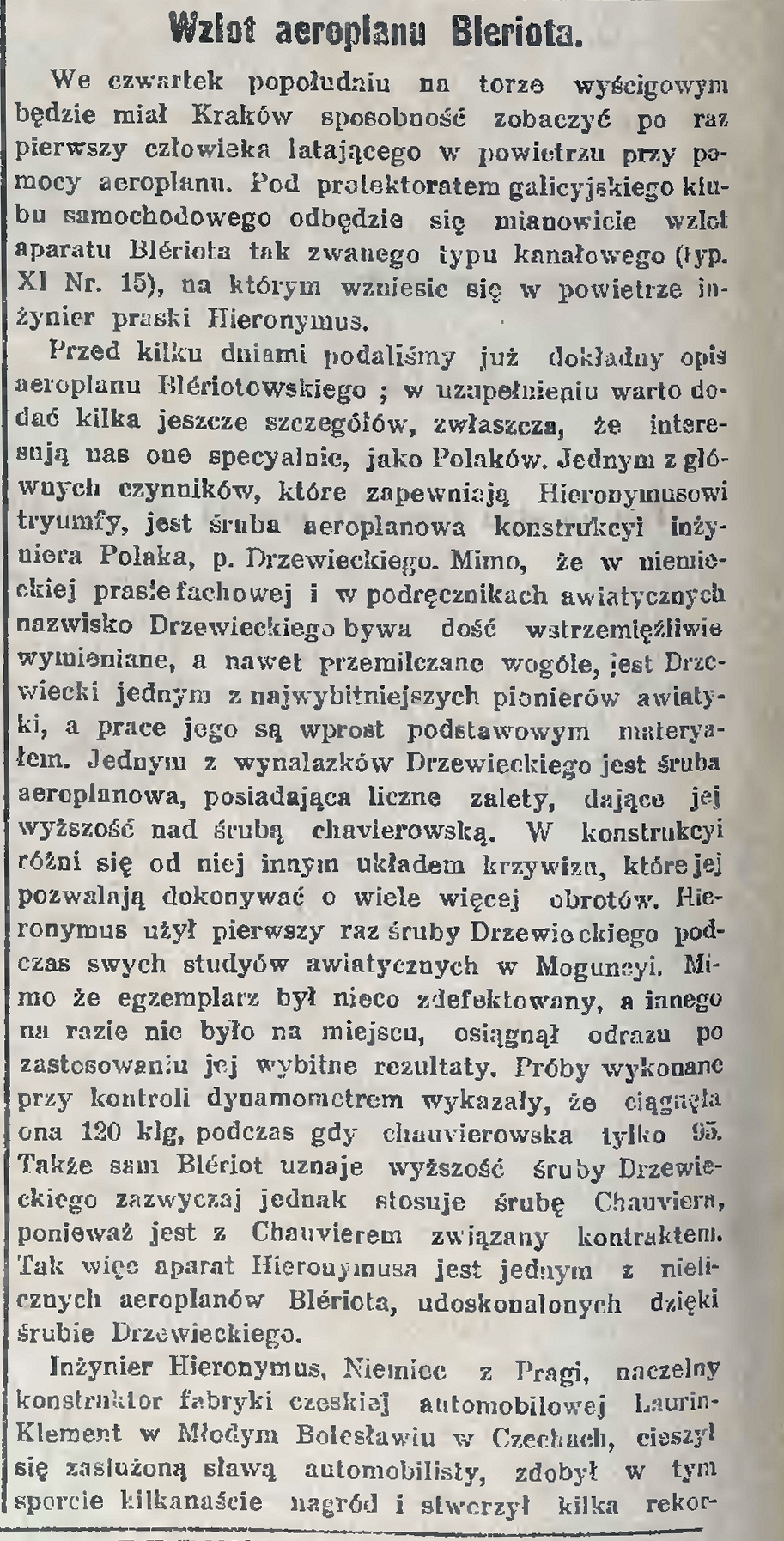
"Wzlot aeroplanu Bleriota" 1/2
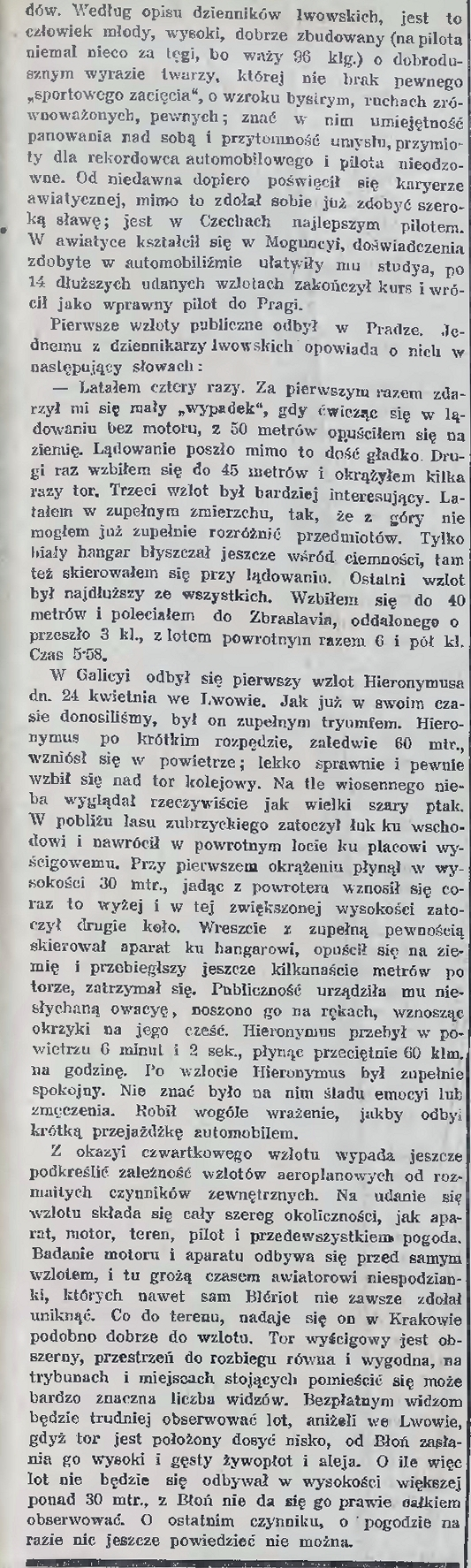
"Wzlot aeroplanu Bleriota" 2/2